# Piotr Dunin Wolski
Piotr Dunin Wolski herbu Łabędź (ur. 1531, zm. 20 sierpnia 1590) – biskup płocki od 1577 i przemyski od 1576, podkanclerzy koronny od 1574 i kanclerz wielki koronny od 1576, przedstawiciel dyplomatyczny Rzeczypospolitej w Królestwie Hiszpanii w 1561 roku, internuncjusz Rzeczypospolitej w Hiszpanii w 1569 roku.

## Życiorys
Był synem Pawła Dunina Wolskiego kanclerza wielkiego koronnego, biskupa poznańskiego (1544–1546) i Doroty Wiewieckiej h. Jastrzębiec. Miał czterech braci i sześć sióstr.
Studiował za granicą (Padwa, Rzym, Madryt). W 1545 otrzymał kanonię poznańską. Po powrocie z Włoch przebywał na dworze króla Zygmunta Augusta, gdzie dał się poznać jako człowiek szczególnie utalentowany do języków obcych i do służby w dyplomacji. Stąd też w 1560, po śmierci królowej Bony, został wysłany do Madrytu w Hiszpanii, gdzie przebywał 10 lat, starając się odzyskać tzw. sumy neapolitańskie. Po powrocie do Polski jeszcze raz został wysłany do Hiszpanii po śmierci Piotra Barzego, kasztelana przemyskiego i posła polskiego, który podjął błędne decyzje w sprawach państwowych, co wymagało natychmiastowej interwencji i naprawy. Jako poseł został również wysłany do papieża Grzegorza XIII. Do jego sukcesów dyplomatycznych przyczyniła się bardzo dobra znajomość języka włoskiego, francuskiego i hiszpańskiego. Odwołany z Hiszpanii powrócił do Polski w 1573. 
W dowód uznania jego talentu dyplomatycznego Henryk Walezy mianował go w 1574, na sejmie koronacyjnym podkanclerzym koronnym, a następnie Stefan Batory kanclerzem wielkim koronnym w 1576 i biskupem przemyskim. Wkrótce potem złożył pieczęć kanclerską na ręce Jana Zamoyskiego, i nie mając jeszcze zatwierdzenia papieskiego na diecezję przemyską, otrzymał nominację na biskupstwo w Płocku, gdzie jego rządy trwały od 5 lipca 1577 r. aż do śmierci, 28 sierpnia 1590 r.
W 1575 podpisał elekcję cesarza Maksymiliana II Habsburga. W 1589 roku był sygnatariuszem ratyfikacji traktatu bytomsko-będzińskiego na sejmie pacyfikacyjnym.
Jako biskup płocki dwukrotnie przeprowadził synod diecezjalny w Płocku i Pułtusku (1586 i 1589), które przyczyniły się do recepcji reformy podjętej na soborze trydenckim w diecezji płockiej. Wybudował pałac biskupi w Wyszkowie (1589); odnowił kolegiatę w Pułtusku.
Znany był również jako bibliofil – sprowadzane z zagranicy książki kazał oprawiać w jasnożółty pergamin i brązową skórę. Zgromadzone księgi przekazał Akademii Krakowskiej (ok. 1000 woluminów) i bibliotece kapituły płockiej (130 dzieł).